# Gran Turismo 4 Prologue
Gran Turismo 4 Prologue – gra wideo z 2004 roku, przeznaczona na konsolę PlayStation 2.

## Rozgrywka
Gran Turismo 4 Prologue jest grą wyścigową. Główną częścią rozgrywki jest zdobywanie licencji. W grze dostępnych jest 46 testów różnego rodzaju, za poprawną jazdę w teście otrzymywany jest medal: brązowy, srebrny lub złoty. Wygrane pojazdy można dowolnie testować w trybie Arcade, polega on na jeździe na czas na sześciu dostępnych trasach m.in.: Tsukuba Circuit, New York Street Course, Grand Canyon (Dirt), Fuji Speedway 90's, Italian Street Course oraz Tsim Sha Tsui (Street).

## Odbiór gry
Gran Turismo 4 Prologue sprzedał się w Japonii, Ameryce Północnej, Europie, Południowo-wschodniej Azji i Korei Południowej w liczbie 1 340 000 egzemplarzy.
Gra została pozytywnie i zróżnicowanie przyjęta przez różnych specjalistów w dziedzinie gier komputerowych i wideo. Specjaliści chwalili estetykę gry i realistyczną fizykę gry. Pracownik polskiego serwisu Gry-OnLine stwierdził, że gra graficznie jest w czołówce gier na konsolę PlayStation 2. Negatywnym aspektem gry jest jej ograniczona zawartość.